# シブヤから遠く離れて
『シブヤから遠く離れて』は、岩松了の書き下ろした戯曲をもとに、2004年3月Bunkamuraシアターコクーンにて初演された現代劇。
渋谷の街を舞台に、廃墟になった家に思いを残す青年と、蝕まれはじめたわが身をもてあます女の、現前化しない「愛」の物語。

## 上演記録
2004年（初演）
- 3月6日 - 30日、Bunkamuraシアターコクーンで上演。
- 演出は蜷川幸雄が担当し、岩松と初めてタッグを組んだ。
- 主演は二宮和也で、蜷川が映画『青の炎』で共演した際、蜷川が二宮をほれ込んでいたため、以前から出演が決定していた。

2016年
- 12月にBunkamura シアターコクーンで上演。
- 演出は脚本の岩松が務め、出演もする。
- 初演でマリー役を務めた小泉今日子が本作でも続投。

## キャスト
|              | 2004年         | 2016年     |
| ------------ | -------------- | ---------- |
| ナオヤ       | 二宮和也（嵐） | 村上虹郎   |
| マリー       | 小泉今日子     | 小泉今日子 |
| フナキ       | 勝村政信       | 豊原功補   |
| アオヤギ     | 杉本哲太       | 橋本じゅん |
| トシミ       | 蒼井優         | 南乃彩希   |
| ケンイチ     | 勝地涼         | 鈴木勝大   |
| アオヤギの父 | 清水幹生       | たかお鷹   |
| フクダ       | 立石凉子       | 高橋映美子 |

## スタッフ
- 作：岩松了
- 演出：蜷川幸雄 （2004年）、岩松了（2016年）[1]
- 美術：中越司
- 照明：原田保
- 衣装：黒須はな子
- 音響：井上正弘
- 楽曲使用：遠藤ミチロウ（カノンほか）
- ヘアメイク：林節子
- 小道具：安津満美子、田淵英奈
- 演出助手：井上尊晶ほか
- 舞台監督：白石英輔
- 宣伝美術：永石勝
- プロデューサー：加藤真規、松野博文
- 制作：大宮夏子ほか
- 主催：フジテレビジョン、Bunkamura
- 企画・製作：Bunkamura